# Проспект Кирова (Пятигорск)
Проспект Кирова — одна из главных улиц Пятигорска. Проспект Кирова протянулся от Академической (Елизаветинской) галереи до железнодорожного вокзала.

## История
Главная улица Пятигорска — Царская улица - стала продолжением Главного бульвара в новой западной части Пятигорска. Основная застройка пришлась на 1830-е годы.
К 1867 году на Царской улице, от Нижегородской (ныне — Дзержинского) улицы до Ермоловского проспекта (ныне — Калинина) городские власти разбили новый Нижний бульвар, который был засажен каштанами в одну аллею, а старый бульвар стал называться Верхним.
После открытия железнодорожного вокзала Нижний бульвар был продолжен до привокзальной площади. В 1903 году была проложена трамвайная линия от вокзала до Ново-Сабанеевских (ныне — Пушкинских) ванн, связавшая воедино все части Царской улицы.
31 января 1913 года по случаю празднования 300-летия дома Романовых Царская улица была переименована в Романовский проспект.
В марте 1917 года Пятигорский гражданский исполнительный комитет в связи с уничтожением самодержавия назвал бывший Романовский проспект именем Свободы.
Весной 1920 года главная улица города стала Советским проспектом.
С апреля 1952 года носит современное название — проспект Кирова.

## Достопримечательности
К проспекту Кирова примыкает парк «Цветник».
По нечётной стороне:
- № 1а — Елизаветинская (Академическая) галерея, 1848—1850 гг.  261710844420006
- № 1 — Верхние Пушкинские (Ново-Сабанеевские) ванны (Серные ванны), 1899—1900 гг.  261510238940006
- № 15 — Дом, в котором находился Пятигорский Совдеп с апреля 1917 по март 1918 г., 1917—1918 гг.  261410180750005
- № 17 — Здание театра, в котором в 1918 году под руководством Кирова Сергея Мироновича проходил Терский народный съезд, провозгласивший советскую власть в Терской области.  261510204530006
- № 19 — Здание курортной поликлиники, 1826 г.  261610419760005
- № 21 — Здание Ермоловских ванн, 1880 г.  261410160590005
- № 21 — Здание Лермонтовских ванн, 1831 г.  261710893860006
- № 21 — Лермонтовская галерея, 1901 г.  261610420400005
- № 23 — Здание Лермонтовских ванн (бывшие Николаевские), 1831 г.  261610423560005
- № 23 — Кофейня и кондитерская А. А. Гукасова, 1905—1909 гг.  262111349100005
- № 25 — Казенная гостиница Михайлова, первое здание санатория на курортах КМВ, нач XX в.  301410040990005
- № 27 — Дом, в котором работал Г. Анджиевский, начало XX в.  261610420480005
- № 33 — Особняк, 1915 г. Здание, в котором впервые прошло общегородское собрание большевиков Пятигорска.  261410181580005
- сквер Пушкина — Фонтан «Деды», 1910 г.  261410160120005
- № 37 — Особняк, конец XIX века.  261610420440005
- № 39 — Особняк, конец XIX в.  261510413740005
- № 41 — Памятник партизанке Н.Попцовой, 1961 г.  261610420550005
- № 43 — Особняк, 1895 г.  261610420560005
- № 55 — Начальная общеобразовательная школа № 17
- № 57 — Дом, в котором в 1919 г. находился Реввоенсовет XI Северо-Кавказской Армии, 1919 г.  261710978810006  261410180200005
- у парка культуры и отдыха им. Кирова — Обелиск и Аллея Героев пятигорчан, 1968 г.  261620490500005
- № 67 — Грязелечебница, 1914 г.  261610417840005
- № 83 — Гимназия № 11, где в 1918 году был патронно-пульный завод Красной Армии, 1902 г.  261410161270005
- № 85 — Здание трамвайного парка, в котором выступали С. М. Киров и Г. К. Орджоникидзе, 1903 г.  261410181560005

По чётной стороне:
- № 12 — Дом княжны Мери, описанный Лермонтовым в романе «Герой нашего времени», , 261410180730005а
- № 22 — Церковно-приходская школа, конец XIX в.  261610420530005
- № 26 — Дом, в котором осенью 1918 г. находился ЦИК Северо-Кавказской республики, 1918.  261510210950006
- № 26 — Здание гостиницы «Машук» (бывш."Бристоль"), в котором в 1918 году находился ЦИК Северо-Кавказской республики", 1909 г.  261410180760005
- № 30 — Здание «Ресторации», 1825 г.  261410181530005
- № 36 — Гостиница, начало XX в.  261610420430005
- № 38 — Жилой дом с магазином, конец XIX в.  261610420470005
- № 68 — Здание детской художественной школы, в котором в 1918 году выступал с докладом С. М. Киров, 1896 г. Бывшее здание городской думы.  261410161090005
- № 78 — Бывший проектный институт «Севкавгипроводхоз»
- № 90 — Церковь монастырского подворья, конец XIX в.  261610423600005
- пл. Кирова, у ж.д.вокзала — Памятник С. М. Кирову, 1959 г.  261410181510005